# Tipula schusteri
Tipula schusteri är en tvåvingeart som beskrevs av Alexander 1965. Tipula schusteri ingår i släktet Tipula och familjen storharkrankar. Inga underarter finns listade i Catalogue of Life.